# Amstel Gold Race 2021
L'Amstel Gold Race 2021 est la 55e édition de cette course cycliste masculine sur route. Elle a lieu le 18 avril 2021 et fait partie du calendrier UCI World Tour 2021 en catégorie 1.UWT.

## Présentation
Organisée par la Fondation Amstel Gold Race (Stichting Amstel Gold Race), l'Amstel Gold Race connaît en 2021 sa 55e édition à la suite de l'annulation de la course pour cause de pandémie en 2020. C'est une épreuve de l'UCI World Tour 2021 et la première des trois classiques ardennaises de la saison.

### Parcours

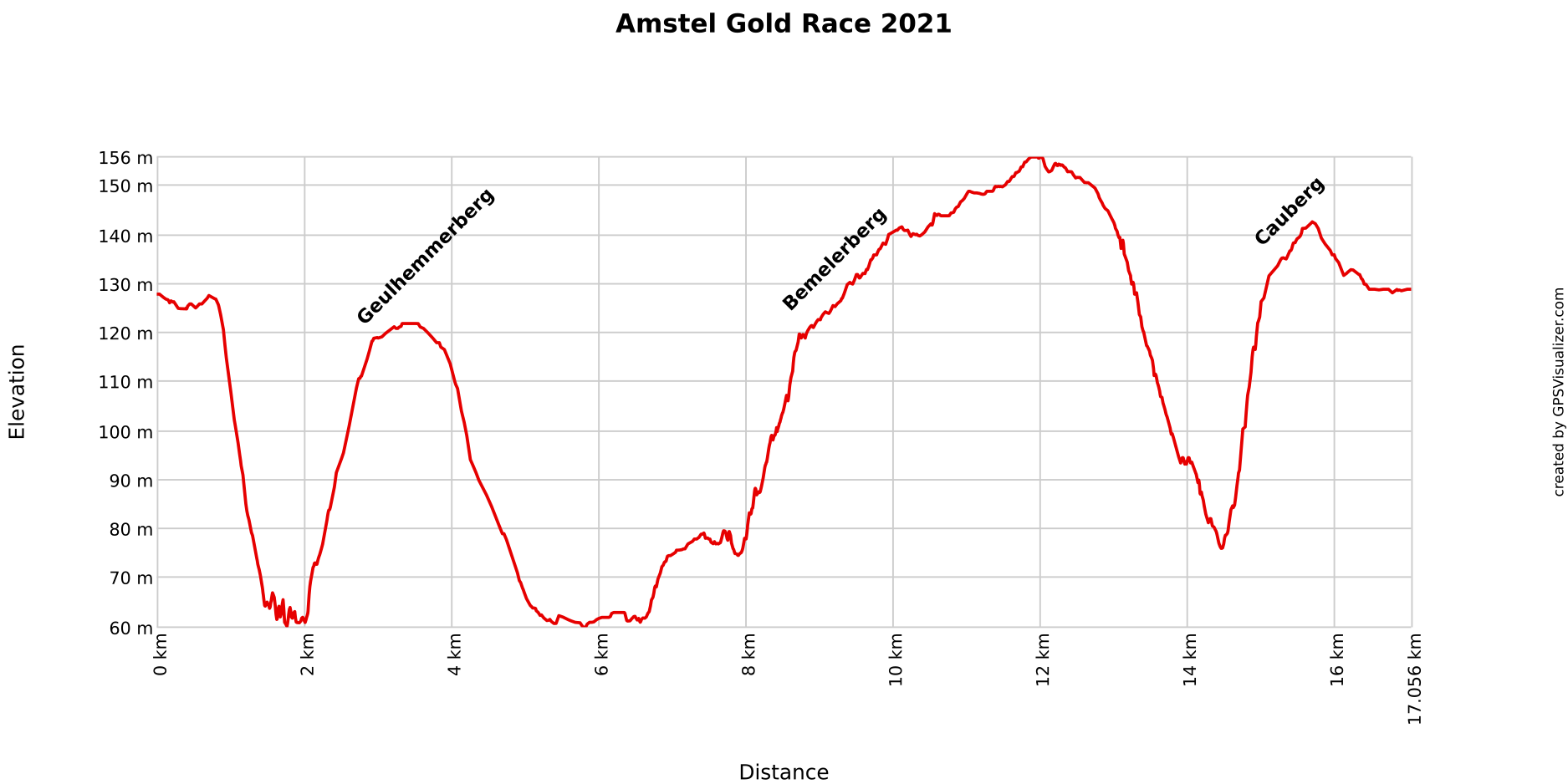
Profil du circuit parcouru 13 fois

En raison des mesures prises à la suite de la pandémie de covid-19 aux Pays-Bas, le parcours de la course est adapté et se résume en un circuit de 16,9 kilomètres à parcourir 13 fois comprenant comme principales difficultés les montées du Geulhemmerberg (500m à 4,1 %, max. 7 %), du Bemeleberg (1200m à 3,6 %, max. 7 %) et du Cauberg (1100m à 5 %, max. 12 %) avant un treizième et dernier tour légèrement différent de 15,8 kilomètres n'empruntant pas le Cauberg. La course a une distance totale de 218,36 kilomètres, trois côtes à gravir au total 38 fois et se situe près de la ville de Fauquemont (en néerlandais : Valkenburg).

### Équipes
| WorldTeams (19)- AG2R Citroën Team - Astana-Premier Tech - Bahrain Victorious - Bora-Hansgrohe - Cofidis - Deceuninck-Quick Step - EF Education-Nippo - Groupama-FDJ - Ineos Grenadiers - Intermarché-Wanty-Gobert Matériaux - Israel Start-Up Nation - Jumbo-Visma - Lotto Soudal - Movistar Team - Qhubeka Assos - Team BikeExchange - Team DSM - Trek-Segafredo - UAE Team Emirates ProTeams (6)- Alpecin-Fenix - Arkéa-Samsic - Bingoal Pauwels Sauces WB - Gazprom-RusVelo - Sport Vlaanderen-Baloise - Uno-X Pro Cycling Team |
| |

### Favoris
En l'absence de Mathieu van der Poel, vainqueur de l'édition précédente en 2019 (la course avait été annulée en 2020), les favoris les plus fréquemment cités sont le champion du monde français Julian Alaphilippe (Deceuninck-Quick Step), le Belge Wout van Aert (Jumbo-Visma) qui a remporté Gand-Wevelgem, son coéquipier slovène Primož Roglič, récent vainqueur du Tour du Pays basque et le Britannique Tom Pidcock, vainqueur 4 jours plus tôt de la Flèche brabançonne.  Les autres coureurs ayant une chance de victoire peuvent aussi être le Suisse Marc Hirschi (UAE), le Danois Jakob Fuglsang (Astana), le Français David Gaudu (Groupama-FDJ), l'Australien  Michael Matthews (BikeExchange), le Polonais Michal Kwiatkowski (Ineos-Grenadiers), les Belges Greg Van Avermaet (AG2R Citroën), Tim Wellens (Lotto-Soudal) et Dylan Teuns (Bahrain), le Néerlandais Bauke Mollema (Trek-Segafredo) ainsi que l'Allemand  Maximilian Schachmann (Bora-Hansgrohe).

## Récit de la course
Un groupe de 10 coureurs s'échappe dès le km 3. Ce groupe se compose des Belges Edward Theuns (Trek-Segafredo), Stan Dewulf (AG2R Citroën), Sébastien Grignard (Lotto Soudal), Loïc Vliegen (Intermarché - Wanty - Gobert) et Kenny Molly (Bingoal Pauwels), du Français Julien Bernard (Trek-Segafredo), du Néerlandais Maurits Lammertink (Intermarché - Wanty - Gobert), de l’Américain Chad Haga (DSM), du Sud-Africain Ryan Gibbons (UAE) et du Norvégien Anders Skaarseth (Uno-X Pro Cycling Team). L'avance de ce groupe comptera jusqu'à 4 minutes. Lors de l’avant-dernière montée du Cauberg, à 35 km de l'arrivée, Vliegen lâche ses compagnons d'échappée qui sont repris par le peloton. Il poursuit seul en tête avant d'être rattrapé par Dewulf et par le Néerlandais Ide Schelling (Bora-Hansgrohe) à 25 kilomètres du but. Le Néerlandais s'isole en tête mais il est repris par le peloton dans la dernière ascension du Cauberg alors que le Slovène Primož Roglič (Jumbo-Visma) est victime d’un problème technique. La course devient alors très nerveuse avec de petits groupes qui se font et se défont. Le Polonais Michał Kwiatkowski (Ineos-Grenadiers) tente de partir seul à une quinzaine de km du terme mais il est repris. À 12,7 kilomètres de l'arrivée, le Belge Wout van Aert (Jumbo-Visma), le Britannique Tom Pidcock (Ineos-Grenadiers) et l'Allemand Maximilian Schachmann (Bora-Hansgrohe) se dégagent du peloton et prennent la tête de la course. Ils ne seront plus repris par les poursuivants. Le sprint est lancé par van Aert placé en tête du trio. Mais le Belge est rattrapé sur la ligne d'arrivée par Pidcock. Un recours à la photo-finish est nécessaire et Wout van Aert est déclaré vainqueur avec une avance minime.

## Classements

### Classement de la course
| \| Classement général \| Classement général \| Classement général \| Classement général \| Classement général \| \| Coureur \| Coureur \| Pays \| Équipe \| Temps \| \| ------------------ \| --------------------- \| ------------------ \| --------------------- \| ------------------ \| \| 1er \| Wout van Aert \| Belgique \| Jumbo-Visma \| 5 h 03 min 29 s \| \| 2e \| Tom Pidcock \| Royaume-Uni \| Ineos Grenadiers \| + 0 s \| \| 3e \| Maximilian Schachmann \| Allemagne \| Bora-Hansgrohe \| + 0 s \| \| 4e \| Michael Matthews \| Australie \| BikeExchange \| + 3 s \| \| 5e \| Alejandro Valverde \| Espagne \| Movistar Team \| + 3 s \| \| 6e \| Julian Alaphilippe \| France \| Deceuninck-Quick Step \| + 3 s \| \| 7e \| Kristian Sbaragli \| Italie \| Alpecin-Fenix \| + 3 s \| \| 8e \| Michał Kwiatkowski \| Pologne \| Ineos Grenadiers \| + 3 s \| \| 9e \| Matej Mohorič \| Slovénie \| Bahrain Victorious \| + 3 s \| \| 10e \| Tosh Van der Sande \| Belgique \| Lotto-Soudal \| + 3 s \| \| 11e \| Alex Aranburu \| Espagne \| Astana-Premier Tech \| + 3 s \| \| 12e \| Matteo Trentin \| Italie \| UAE Team Emirates \| + 3 s \| \| 13e \| Michael Valgren \| Danemark \| EF Education-Nippo \| + 3 s \| \| 14e \| Patrick Konrad \| Autriche \| Bora-Hansgrohe \| + 3 s \| \| 15e \| Tiesj Benoot \| Belgique \| Team DSM \| + 3 s \| |                       |             |                       |                 |
| |                       |             |                       |                 |
| Source : ProCyclingStats |                       |             |                       |                 |
| Classement général |                       |             |                       |                 |
| Coureur | Coureur               | Pays        | Équipe                | Temps           |
| 1er | Wout van Aert         | Belgique    | Jumbo-Visma           | 5 h 03 min 29 s |
| 2e | Tom Pidcock           | Royaume-Uni | Ineos Grenadiers      | + 0 s           |
| 3e | Maximilian Schachmann | Allemagne   | Bora-Hansgrohe        | + 0 s           |
| 4e | Michael Matthews      | Australie   | BikeExchange          | + 3 s           |
| 5e | Alejandro Valverde    | Espagne     | Movistar Team         | + 3 s           |
| 6e | Julian Alaphilippe    | France      | Deceuninck-Quick Step | + 3 s           |
| 7e | Kristian Sbaragli     | Italie      | Alpecin-Fenix         | + 3 s           |
| 8e | Michał Kwiatkowski    | Pologne     | Ineos Grenadiers      | + 3 s           |
| 9e | Matej Mohorič         | Slovénie    | Bahrain Victorious    | + 3 s           |
| 10e | Tosh Van der Sande    | Belgique    | Lotto-Soudal          | + 3 s           |
| 11e | Alex Aranburu         | Espagne     | Astana-Premier Tech   | + 3 s           |
| 12e | Matteo Trentin        | Italie      | UAE Team Emirates     | + 3 s           |
| 13e | Michael Valgren       | Danemark    | EF Education-Nippo    | + 3 s           |
| 14e | Patrick Konrad        | Autriche    | Bora-Hansgrohe        | + 3 s           |
| 15e | Tiesj Benoot          | Belgique    | Team DSM              | + 3 s           |

## Liste des participants
| Légende | Légende                                                                    | Légende | Légende                                                    |
| ------- | -------------------------------------------------------------------------- | ------- | ---------------------------------------------------------- |
| Num     | Dossard de départ porté par le coureur sur cette Amstel Gold Race          | Pos     | Position à l'arrivée de la course                          |
|         | Indique un maillot de champion national ou mondial, suivi de sa spécialité | NP      | Indique un coureur qui n'a pas pris le départ de la course |
| AB      | Indique un coureur qui n'a pas terminé la course                           | HD      | Indique un coureur qui a terminé la course hors des délais |
| DSQ     | Indique un coureur qui a été disqualifié de la course                      |         |                                                            |

| Deceuninck-Quick Step DQT | Deceuninck-Quick Step DQT        | Deceuninck-Quick Step DQT |
| ------------------------- | -------------------------------- | ------------------------- |
| Num                       | Coureur                          | Pos                       |
| 1                         | Julian Alaphilippe (FRA) (route) | 6e                        |
| 2                         | Mattia Cattaneo (ITA)            | 112e                      |
| 3                         | Rémi Cavagna (FRA)               | 70e                       |
| 4                         | Mauri Vansevenant (BEL)          | 67e                       |
| 5                         | Ian Garrison (USA)               | AB                        |
| 6                         | Florian Sénéchal (FRA)           | 111e                      |
| 7                         | Pieter Serry (BEL)               | 75e                       |

| Jumbo-Visma TJV | Jumbo-Visma TJV             | Jumbo-Visma TJV |
| --------------- | --------------------------- | --------------- |
| Num             | Coureur                     | Pos             |
| 11              | Primož Roglič (SLO) (route) | 69e             |
| 12              | Sam Oomen (NED)             | 91e             |
| 13              | Wout van Aert (BEL)         | 1er             |
| 14              | Lennard Hofstede (NED)      | AB              |
| 15              | Paul Martens (GER)          | AB              |
| 16              | Robert Gesink (NED)         | 93e             |
| 17              | Jonas Vingegaard (DEN)      | 115e            |

| Ineos Grenadiers IGD | Ineos Grenadiers IGD     | Ineos Grenadiers IGD |
| -------------------- | ------------------------ | -------------------- |
| Num                  | Coureur                  | Pos                  |
| 21                   | Michał Kwiatkowski (POL) | 8e                   |
| 22                   | Dylan van Baarle (NED)   | 62e                  |
| 23                   | Tom Pidcock (GBR)        | 2e                   |
| 24                   | Richard Carapaz (ECU)    | 28e                  |
| 25                   | Michał Gołaś (POL)       | 108e                 |
| 26                   | Eddie Dunbar (IRL)       | 109e                 |
| 27                   | Luke Rowe (GBR)          | AB                   |

| Trek-Segafredo TFS | Trek-Segafredo TFS   | Trek-Segafredo TFS |
| ------------------ | -------------------- | ------------------ |
| Num                | Coureur              | Pos                |
| 31                 | Bauke Mollema (NED)  | 64e                |
| 32                 | Jasper Stuyven (BEL) | AB                 |
| 33                 | Nicola Conci (ITA)   | 53e                |
| 34                 | Edward Theuns (BEL)  | 40e                |
| 35                 | Julien Bernard (FRA) | 78e                |
| 36                 | Toms Skujiņš (LAT)   | 86e                |
| 37                 | Alexander Kamp (DEN) | AB                 |

| AG2R Citroën Team ACT | AG2R Citroën Team ACT        | AG2R Citroën Team ACT |
| --------------------- | ---------------------------- | --------------------- |
| Num                   | Coureur                      | Pos                   |
| 41                    | Greg Van Avermaet (BEL)      | 26e                   |
| 42                    | Bob Jungels (LUX)            | AB                    |
| 43                    | Aurélien Paret-Peintre (FRA) | 18e                   |
| 44                    | Michael Schär (SUI)          | 83e                   |
| 45                    | Stan Dewulf (BEL)            | 74e                   |
| 46                    | Dorian Godon (FRA)           | 45e                   |
| 47                    | Clément Venturini (FRA)      | 22e                   |

| Bora-Hansgrohe BOH | Bora-Hansgrohe BOH          | Bora-Hansgrohe BOH |
| ------------------ | --------------------------- | ------------------ |
| Num                | Coureur                     | Pos                |
| 51                 | Maximilian Schachmann (GER) | 3e                 |
| 52                 | Wilco Kelderman (NED)       | 37e                |
| 53                 | Ide Schelling (NED)         | 56e                |
| 54                 | Cesare Benedetti (ITA)      | 119e               |
| 55                 | Patrick Gamper (AUT)        | 124e               |
| 56                 | Patrick Konrad (AUT)        | 14e                |
| 57                 | Marcus Burghardt (GER)      | 84e                |

| Qhubeka Assos TQA | Qhubeka Assos TQA       | Qhubeka Assos TQA |
| ----------------- | ----------------------- | ----------------- |
| Num               | Coureur                 | Pos               |
| 61                | Simon Clarke (AUS)      | 55e               |
| 62                | Michael Gogl (AUT)      | 51e               |
| 63                | Sander Armée (BEL)      | AB                |
| 64                | Sean Bennett (USA)      | AB                |
| 65                | Sergio Henao (COL)      | 30e               |
| 66                | Bert-Jan Lindeman (NED) | 89e               |
| 67                | Robert Power (AUS)      | 122e              |

| Israel Start-Up Nation ISN | Israel Start-Up Nation ISN | Israel Start-Up Nation ISN |
| -------------------------- | -------------------------- | -------------------------- |
| Num                        | Coureur                    | Pos                        |
| 71                         | Michael Woods (CAN)        | 32e                        |
| 72                         | Daryl Impey (RSA)          | 21e                        |
| 73                         | Jenthe Biermans (BEL)      | AB                         |
| 74                         | Hugo Hofstetter (FRA)      | 110e                       |
| 75                         | Guillaume Boivin (CAN)     | AB                         |
| 76                         | Krists Neilands (LAT)      | 36e                        |
| 77                         | Reto Hollenstein (SUI)     | AB                         |

| Groupama-FDJ GFC | Groupama-FDJ GFC         | Groupama-FDJ GFC |
| ---------------- | ------------------------ | ---------------- |
| Num              | Coureur                  | Pos              |
| 81               | David Gaudu (FRA)        | 34e              |
| 82               | Rudy Molard (FRA)        | 23e              |
| 83               | Fabian Lienhard (SUI)    | AB               |
| 84               | Matthieu Ladagnous (FRA) | 85e              |
| 85               | Valentin Madouas (FRA)   | 27e              |
| 86               | William Bonnet (FRA)     | AB               |
| 87               | Romain Seigle (FRA)      | AB               |

| Lotto-Soudal LTS | Lotto-Soudal LTS         | Lotto-Soudal LTS |
| ---------------- | ------------------------ | ---------------- |
| Num              | Coureur                  | Pos              |
| 91               | Tim Wellens (BEL)        | 29e              |
| 92               | Sylvain Moniquet (BEL)   | AB               |
| 93               | Brent Van Moer (BEL)     | AB               |
| 94               | Tomasz Marczyński (POL)  | AB               |
| 95               | Stefano Oldani (ITA)     | 41e              |
| 96               | Tosh Van der Sande (BEL) | 10e              |
| 97               | Sébastien Grignard (BEL) | 105e             |

| Bahrain Victorious TBV | Bahrain Victorious TBV  | Bahrain Victorious TBV |
| ---------------------- | ----------------------- | ---------------------- |
| Num                    | Coureur                 | Pos                    |
| 101                    | Wout Poels (NED)        | 58e                    |
| 102                    | Sonny Colbrelli (ITA)   | 72e                    |
| 103                    | Heinrich Haussler (AUS) | AB                     |
| 104                    | Jan Tratnik (SLO)       | 47e                    |
| 105                    | Matej Mohorič (SLO)     | 9e                     |
| 106                    | Stephen Williams (GBR)  | 117e                   |
| 107                    | Dylan Teuns (BEL)       | 33e                    |

| BikeExchange BEX | BikeExchange BEX              | BikeExchange BEX |
| ---------------- | ----------------------------- | ---------------- |
| Num              | Coureur                       | Pos              |
| 111              | Michael Matthews (AUS)        | 4e               |
| 112              | Christopher Juul Jensen (DEN) | 121e             |
| 113              | Esteban Chaves (COL)          | 65e              |
| 114              | Luka Mezgec (SLO)             | 97e              |
| 115              | Jack Bauer (NZL)              | 82e              |
| 116              | Dion Smith (NZL)              | 49e              |
| 117              | Robert Stannard (AUS)         | 92e              |

| EF Education-Nippo EFN | EF Education-Nippo EFN       | EF Education-Nippo EFN |
| ---------------------- | ---------------------------- | ---------------------- |
| Num                    | Coureur                      | Pos                    |
| 121                    | Michael Valgren (DEN)        | 13e                    |
| 122                    | Lawson Craddock (USA)        | AB                     |
| 123                    | Sergio Higuita (COL) (route) | 24e                    |
| 124                    | Magnus Cort Nielsen (DEN)    | 39e                    |
| 125                    | Alex Howes (USA) (route)     | 87e                    |
| 126                    | Simon Carr (GBR)             | 59e                    |
| 127                    | Daniel Arroyave (COL)        | AB                     |

| Intermarché-Wanty-Gobert Matériaux IWG | Intermarché-Wanty-Gobert Matériaux IWG | Intermarché-Wanty-Gobert Matériaux IWG |
| -------------------------------------- | -------------------------------------- | -------------------------------------- |
| Num                                    | Coureur                                | Pos                                    |
| 131                                    | Jan Bakelants (BEL)                    | 63e                                    |
| 132                                    | Aimé De Gendt (BEL)                    | AB                                     |
| 133                                    | Quinten Hermans (BEL)                  | 20e                                    |
| 134                                    | Maurits Lammertink (NED)               | 114e                                   |
| 135                                    | Lorenzo Rota (ITA)                     | 44e                                    |
| 136                                    | Kévin Van Melsen (BEL)                 | AB                                     |
| 137                                    | Loïc Vliegen (BEL)                     | 104e                                   |

| Astana-Premier Tech APT | Astana-Premier Tech APT       | Astana-Premier Tech APT |
| ----------------------- | ----------------------------- | ----------------------- |
| Num                     | Coureur                       | Pos                     |
| 141                     | Jakob Fuglsang (DEN)          | 11e                     |
| 142                     | Alexey Lutsenko (KAZ) (route) | 31e                     |
| 143                     | Alex Aranburu (ESP)           | 11e                     |
| 144                     | Omar Fraile (ESP)             | 57e                     |
| 145                     | Hugo Houle (CAN)              | AB                      |
| 146                     | Samuele Battistella (ITA)     | AB                      |
| 147                     | Stefan de Bod (RSA)           | AB                      |

| Cofidis COF | Cofidis COF            | Cofidis COF |
| ----------- | ---------------------- | ----------- |
| Num         | Coureur                | Pos         |
| 151         | Fernando Barceló (ESP) | 43e         |
| 152         | Nicolas Edet (FRA)     | AB          |
| 153         | Rubén Fernández (ESP)  | AB          |
| 154         | Simon Geschke (GER)    | 42e         |
| 155         | Emmanuel Morin (FRA)   | AB          |
| 156         | Guillaume Martin (FRA) | 16e         |
| 157         | Anthony Perez (FRA)    | 61e         |

| Movistar Team MOV | Movistar Team MOV         | Movistar Team MOV |
| ----------------- | ------------------------- | ----------------- |
| Num               | Coureur                   | Pos               |
| 161               | Alejandro Valverde (ESP)  | 5e                |
| 162               | Jorge Arcas (ESP)         | AB                |
| 163               | Johan Jacobs (SUI)        | AB                |
| 164               | Lluís Mas (ESP)           | AB                |
| 165               | Iván García Cortina (ESP) | AB                |
| 166               | Gonzalo Serrano (ESP)     | 95e               |
| 167               | Carlos Verona (ESP)       | 60e               |

| Team DSM DSM | Team DSM DSM               | Team DSM DSM |
| ------------ | -------------------------- | ------------ |
| Num          | Coureur                    | Pos          |
| 171          | Tiesj Benoot (BEL)         | 15e          |
| 172          | Chad Haga (USA)            | AB           |
| 173          | Nico Denz (GER)            | AB           |
| 174          | Mark Donovan (GBR)         | 116e         |
| 175          | Søren Kragh Andersen (DEN) | AB           |
| 176          | Martijn Tusveld (NED)      | 94e          |
| 177          | Kevin Vermaerke (USA)      | 73e          |

| UAE Team Emirates UAD | UAE Team Emirates UAD   | UAE Team Emirates UAD |
| --------------------- | ----------------------- | --------------------- |
| Num                   | Coureur                 | Pos                   |
| 181                   | Matteo Trentin (ITA)    | 12e                   |
| 182                   | Rui Costa (POR) (route) | 54e                   |
| 183                   | Marc Hirschi (SUI)      | 35e                   |
| 184                   | Ivo Oliveira (POR)      | AB                    |
| 185                   | Ryan Gibbons (RSA)      | 71e                   |
| 186                   | Jan Polanc (SLO)        | 52e                   |
| 187                   | Mikkel Bjerg (DEN)      | 79e                   |

| Alpecin-Fenix AFC | Alpecin-Fenix AFC       | Alpecin-Fenix AFC |
| ----------------- | ----------------------- | ----------------- |
| Num               | Coureur                 | Pos               |
| 191               | Oscar Riesebeek (NED)   | 99e               |
| 192               | Floris De Tier (BEL)    | 48e               |
| 193               | Xandro Meurisse (BEL)   | 101e              |
| 194               | Philipp Walsleben (GER) | AB                |
| 195               | Kristian Sbaragli (ITA) | 7e                |
| 196               | Ben Tulett (GBR)        | 17e               |
| 197               | Jimmy Janssens (BEL)    | 66e               |

| Arkéa-Samsic ARK | Arkéa-Samsic ARK        | Arkéa-Samsic ARK |
| ---------------- | ----------------------- | ---------------- |
| Num              | Coureur                 | Pos              |
| 201              | Warren Barguil (FRA)    | 25e              |
| 202              | Benjamin Declercq (BEL) | AB               |
| 203              | Łukasz Owsian (POL)     | 107e             |
| 204              | Amaury Capiot (BEL)     | AB               |
| 205              | Christophe Noppe (BEL)  | AB               |
| 206              | Laurent Pichon (FRA)    | 76e              |
| 207              | Connor Swift (GBR)      | 103e             |

| Sport Vlaanderen-Baloise SVB | Sport Vlaanderen-Baloise SVB | Sport Vlaanderen-Baloise SVB |
| ---------------------------- | ---------------------------- | ---------------------------- |
| Num                          | Coureur                      | Pos                          |
| 211                          | Ruben Apers (BEL)            | 80e                          |
| 212                          | Rune Herregodts (BEL)        | 118e                         |
| 213                          | Julian Mertens (BEL)         | AB                           |
| 214                          | Thomas Sprengers (BEL)       | 96e                          |
| 215                          | Aaron Van Poucke (BEL)       | 100e                         |
| 216                          | Aaron Verwilst (BEL)         | AB                           |
| 217                          | Jordi Warlop (BEL)           | 98e                          |

| Bingoal Pauwels Sauces WB BWB | Bingoal Pauwels Sauces WB BWB | Bingoal Pauwels Sauces WB BWB |
| ----------------------------- | ----------------------------- | ----------------------------- |
| Num                           | Coureur                       | Pos                           |
| 221                           | Boris Vallée (BEL)            | AB                            |
| 222                           | Arjen Livyns (BEL)            | AB                            |
| 223                           | Milan Menten (BEL)            | AB                            |
| 224                           | Kenny Molly (BEL)             | 113e                          |
| 225                           | Luc Wirtgen (LUX)             | 46e                           |
| 226                           | Ludovic Robeet (BEL)          | AB                            |
| 227                           | Tom Wirtgen (LUX)             | 106e                          |

| Gazprom-RusVelo GAZ | Gazprom-RusVelo GAZ      | Gazprom-RusVelo GAZ |
| ------------------- | ------------------------ | ------------------- |
| Num                 | Coureur                  | Pos                 |
| 231                 | Roman Kreuziger (CZE)    | 81e                 |
| 232                 | Sergey Chernetskiy (RUS) | 90e                 |
| 233                 | Marco Canola (ITA)       | AB                  |
| 234                 | Dmitri Strakhov (RUS)    | 50e                 |
| 235                 | Ivan Rovny (RUS)         | 125e                |
| 236                 | Petr Rikunov (RUS)       | AB                  |
| 237                 | Simone Velasco (ITA)     | 123e                |

| Uno-X Pro Cycling Team UXT | Uno-X Pro Cycling Team UXT    | Uno-X Pro Cycling Team UXT |
| -------------------------- | ----------------------------- | -------------------------- |
| Num                        | Coureur                       | Pos                        |
| 241                        | Jonas Abrahamsen (NOR)        | 68e                        |
| 242                        | Iver Skaarseth (NOR)          | AB                         |
| 243                        | Markus Hoelgaard (NOR)        | 19e                        |
| 244                        | Jonas Iversby Hvideberg (NOR) | 88e                        |
| 245                        | Anders Skaarseth (NOR)        | 77e                        |
| 246                        | Martin Bugge Urianstad (NOR)  | 120e                       |
| 247                        | Syver Wærsted (NOR)           | 102e                       |

| Deceuninck-Quick Step DQT | Deceuninck-Quick Step DQT        | Deceuninck-Quick Step DQT |
| ------------------------- | -------------------------------- | ------------------------- |
| Num                       | Coureur                          | Pos                       |
| 1                         | Julian Alaphilippe (FRA) (route) | 6e                        |
| 2                         | Mattia Cattaneo (ITA)            | 112e                      |
| 3                         | Rémi Cavagna (FRA)               | 70e                       |
| 4                         | Mauri Vansevenant (BEL)          | 67e                       |
| 5                         | Ian Garrison (USA)               | AB                        |
| 6                         | Florian Sénéchal (FRA)           | 111e                      |
| 7                         | Pieter Serry (BEL)               | 75e                       |

| Jumbo-Visma TJV | Jumbo-Visma TJV             | Jumbo-Visma TJV |
| --------------- | --------------------------- | --------------- |
| Num             | Coureur                     | Pos             |
| 11              | Primož Roglič (SLO) (route) | 69e             |
| 12              | Sam Oomen (NED)             | 91e             |
| 13              | Wout van Aert (BEL)         | 1er             |
| 14              | Lennard Hofstede (NED)      | AB              |
| 15              | Paul Martens (GER)          | AB              |
| 16              | Robert Gesink (NED)         | 93e             |
| 17              | Jonas Vingegaard (DEN)      | 115e            |

| Ineos Grenadiers IGD | Ineos Grenadiers IGD     | Ineos Grenadiers IGD |
| -------------------- | ------------------------ | -------------------- |
| Num                  | Coureur                  | Pos                  |
| 21                   | Michał Kwiatkowski (POL) | 8e                   |
| 22                   | Dylan van Baarle (NED)   | 62e                  |
| 23                   | Tom Pidcock (GBR)        | 2e                   |
| 24                   | Richard Carapaz (ECU)    | 28e                  |
| 25                   | Michał Gołaś (POL)       | 108e                 |
| 26                   | Eddie Dunbar (IRL)       | 109e                 |
| 27                   | Luke Rowe (GBR)          | AB                   |

| Trek-Segafredo TFS | Trek-Segafredo TFS   | Trek-Segafredo TFS |
| ------------------ | -------------------- | ------------------ |
| Num                | Coureur              | Pos                |
| 31                 | Bauke Mollema (NED)  | 64e                |
| 32                 | Jasper Stuyven (BEL) | AB                 |
| 33                 | Nicola Conci (ITA)   | 53e                |
| 34                 | Edward Theuns (BEL)  | 40e                |
| 35                 | Julien Bernard (FRA) | 78e                |
| 36                 | Toms Skujiņš (LAT)   | 86e                |
| 37                 | Alexander Kamp (DEN) | AB                 |

| AG2R Citroën Team ACT | AG2R Citroën Team ACT        | AG2R Citroën Team ACT |
| --------------------- | ---------------------------- | --------------------- |
| Num                   | Coureur                      | Pos                   |
| 41                    | Greg Van Avermaet (BEL)      | 26e                   |
| 42                    | Bob Jungels (LUX)            | AB                    |
| 43                    | Aurélien Paret-Peintre (FRA) | 18e                   |
| 44                    | Michael Schär (SUI)          | 83e                   |
| 45                    | Stan Dewulf (BEL)            | 74e                   |
| 46                    | Dorian Godon (FRA)           | 45e                   |
| 47                    | Clément Venturini (FRA)      | 22e                   |

| Bora-Hansgrohe BOH | Bora-Hansgrohe BOH          | Bora-Hansgrohe BOH |
| ------------------ | --------------------------- | ------------------ |
| Num                | Coureur                     | Pos                |
| 51                 | Maximilian Schachmann (GER) | 3e                 |
| 52                 | Wilco Kelderman (NED)       | 37e                |
| 53                 | Ide Schelling (NED)         | 56e                |
| 54                 | Cesare Benedetti (ITA)      | 119e               |
| 55                 | Patrick Gamper (AUT)        | 124e               |
| 56                 | Patrick Konrad (AUT)        | 14e                |
| 57                 | Marcus Burghardt (GER)      | 84e                |

| Qhubeka Assos TQA | Qhubeka Assos TQA       | Qhubeka Assos TQA |
| ----------------- | ----------------------- | ----------------- |
| Num               | Coureur                 | Pos               |
| 61                | Simon Clarke (AUS)      | 55e               |
| 62                | Michael Gogl (AUT)      | 51e               |
| 63                | Sander Armée (BEL)      | AB                |
| 64                | Sean Bennett (USA)      | AB                |
| 65                | Sergio Henao (COL)      | 30e               |
| 66                | Bert-Jan Lindeman (NED) | 89e               |
| 67                | Robert Power (AUS)      | 122e              |

| Israel Start-Up Nation ISN | Israel Start-Up Nation ISN | Israel Start-Up Nation ISN |
| -------------------------- | -------------------------- | -------------------------- |
| Num                        | Coureur                    | Pos                        |
| 71                         | Michael Woods (CAN)        | 32e                        |
| 72                         | Daryl Impey (RSA)          | 21e                        |
| 73                         | Jenthe Biermans (BEL)      | AB                         |
| 74                         | Hugo Hofstetter (FRA)      | 110e                       |
| 75                         | Guillaume Boivin (CAN)     | AB                         |
| 76                         | Krists Neilands (LAT)      | 36e                        |
| 77                         | Reto Hollenstein (SUI)     | AB                         |

| Groupama-FDJ GFC | Groupama-FDJ GFC         | Groupama-FDJ GFC |
| ---------------- | ------------------------ | ---------------- |
| Num              | Coureur                  | Pos              |
| 81               | David Gaudu (FRA)        | 34e              |
| 82               | Rudy Molard (FRA)        | 23e              |
| 83               | Fabian Lienhard (SUI)    | AB               |
| 84               | Matthieu Ladagnous (FRA) | 85e              |
| 85               | Valentin Madouas (FRA)   | 27e              |
| 86               | William Bonnet (FRA)     | AB               |
| 87               | Romain Seigle (FRA)      | AB               |

| Lotto-Soudal LTS | Lotto-Soudal LTS         | Lotto-Soudal LTS |
| ---------------- | ------------------------ | ---------------- |
| Num              | Coureur                  | Pos              |
| 91               | Tim Wellens (BEL)        | 29e              |
| 92               | Sylvain Moniquet (BEL)   | AB               |
| 93               | Brent Van Moer (BEL)     | AB               |
| 94               | Tomasz Marczyński (POL)  | AB               |
| 95               | Stefano Oldani (ITA)     | 41e              |
| 96               | Tosh Van der Sande (BEL) | 10e              |
| 97               | Sébastien Grignard (BEL) | 105e             |

| Bahrain Victorious TBV | Bahrain Victorious TBV  | Bahrain Victorious TBV |
| ---------------------- | ----------------------- | ---------------------- |
| Num                    | Coureur                 | Pos                    |
| 101                    | Wout Poels (NED)        | 58e                    |
| 102                    | Sonny Colbrelli (ITA)   | 72e                    |
| 103                    | Heinrich Haussler (AUS) | AB                     |
| 104                    | Jan Tratnik (SLO)       | 47e                    |
| 105                    | Matej Mohorič (SLO)     | 9e                     |
| 106                    | Stephen Williams (GBR)  | 117e                   |
| 107                    | Dylan Teuns (BEL)       | 33e                    |

| BikeExchange BEX | BikeExchange BEX              | BikeExchange BEX |
| ---------------- | ----------------------------- | ---------------- |
| Num              | Coureur                       | Pos              |
| 111              | Michael Matthews (AUS)        | 4e               |
| 112              | Christopher Juul Jensen (DEN) | 121e             |
| 113              | Esteban Chaves (COL)          | 65e              |
| 114              | Luka Mezgec (SLO)             | 97e              |
| 115              | Jack Bauer (NZL)              | 82e              |
| 116              | Dion Smith (NZL)              | 49e              |
| 117              | Robert Stannard (AUS)         | 92e              |

| EF Education-Nippo EFN | EF Education-Nippo EFN       | EF Education-Nippo EFN |
| ---------------------- | ---------------------------- | ---------------------- |
| Num                    | Coureur                      | Pos                    |
| 121                    | Michael Valgren (DEN)        | 13e                    |
| 122                    | Lawson Craddock (USA)        | AB                     |
| 123                    | Sergio Higuita (COL) (route) | 24e                    |
| 124                    | Magnus Cort Nielsen (DEN)    | 39e                    |
| 125                    | Alex Howes (USA) (route)     | 87e                    |
| 126                    | Simon Carr (GBR)             | 59e                    |
| 127                    | Daniel Arroyave (COL)        | AB                     |

| Intermarché-Wanty-Gobert Matériaux IWG | Intermarché-Wanty-Gobert Matériaux IWG | Intermarché-Wanty-Gobert Matériaux IWG |
| -------------------------------------- | -------------------------------------- | -------------------------------------- |
| Num                                    | Coureur                                | Pos                                    |
| 131                                    | Jan Bakelants (BEL)                    | 63e                                    |
| 132                                    | Aimé De Gendt (BEL)                    | AB                                     |
| 133                                    | Quinten Hermans (BEL)                  | 20e                                    |
| 134                                    | Maurits Lammertink (NED)               | 114e                                   |
| 135                                    | Lorenzo Rota (ITA)                     | 44e                                    |
| 136                                    | Kévin Van Melsen (BEL)                 | AB                                     |
| 137                                    | Loïc Vliegen (BEL)                     | 104e                                   |

| Astana-Premier Tech APT | Astana-Premier Tech APT       | Astana-Premier Tech APT |
| ----------------------- | ----------------------------- | ----------------------- |
| Num                     | Coureur                       | Pos                     |
| 141                     | Jakob Fuglsang (DEN)          | 11e                     |
| 142                     | Alexey Lutsenko (KAZ) (route) | 31e                     |
| 143                     | Alex Aranburu (ESP)           | 11e                     |
| 144                     | Omar Fraile (ESP)             | 57e                     |
| 145                     | Hugo Houle (CAN)              | AB                      |
| 146                     | Samuele Battistella (ITA)     | AB                      |
| 147                     | Stefan de Bod (RSA)           | AB                      |

| Cofidis COF | Cofidis COF            | Cofidis COF |
| ----------- | ---------------------- | ----------- |
| Num         | Coureur                | Pos         |
| 151         | Fernando Barceló (ESP) | 43e         |
| 152         | Nicolas Edet (FRA)     | AB          |
| 153         | Rubén Fernández (ESP)  | AB          |
| 154         | Simon Geschke (GER)    | 42e         |
| 155         | Emmanuel Morin (FRA)   | AB          |
| 156         | Guillaume Martin (FRA) | 16e         |
| 157         | Anthony Perez (FRA)    | 61e         |

| Movistar Team MOV | Movistar Team MOV         | Movistar Team MOV |
| ----------------- | ------------------------- | ----------------- |
| Num               | Coureur                   | Pos               |
| 161               | Alejandro Valverde (ESP)  | 5e                |
| 162               | Jorge Arcas (ESP)         | AB                |
| 163               | Johan Jacobs (SUI)        | AB                |
| 164               | Lluís Mas (ESP)           | AB                |
| 165               | Iván García Cortina (ESP) | AB                |
| 166               | Gonzalo Serrano (ESP)     | 95e               |
| 167               | Carlos Verona (ESP)       | 60e               |

| Team DSM DSM | Team DSM DSM               | Team DSM DSM |
| ------------ | -------------------------- | ------------ |
| Num          | Coureur                    | Pos          |
| 171          | Tiesj Benoot (BEL)         | 15e          |
| 172          | Chad Haga (USA)            | AB           |
| 173          | Nico Denz (GER)            | AB           |
| 174          | Mark Donovan (GBR)         | 116e         |
| 175          | Søren Kragh Andersen (DEN) | AB           |
| 176          | Martijn Tusveld (NED)      | 94e          |
| 177          | Kevin Vermaerke (USA)      | 73e          |

| UAE Team Emirates UAD | UAE Team Emirates UAD   | UAE Team Emirates UAD |
| --------------------- | ----------------------- | --------------------- |
| Num                   | Coureur                 | Pos                   |
| 181                   | Matteo Trentin (ITA)    | 12e                   |
| 182                   | Rui Costa (POR) (route) | 54e                   |
| 183                   | Marc Hirschi (SUI)      | 35e                   |
| 184                   | Ivo Oliveira (POR)      | AB                    |
| 185                   | Ryan Gibbons (RSA)      | 71e                   |
| 186                   | Jan Polanc (SLO)        | 52e                   |
| 187                   | Mikkel Bjerg (DEN)      | 79e                   |

| Alpecin-Fenix AFC | Alpecin-Fenix AFC       | Alpecin-Fenix AFC |
| ----------------- | ----------------------- | ----------------- |
| Num               | Coureur                 | Pos               |
| 191               | Oscar Riesebeek (NED)   | 99e               |
| 192               | Floris De Tier (BEL)    | 48e               |
| 193               | Xandro Meurisse (BEL)   | 101e              |
| 194               | Philipp Walsleben (GER) | AB                |
| 195               | Kristian Sbaragli (ITA) | 7e                |
| 196               | Ben Tulett (GBR)        | 17e               |
| 197               | Jimmy Janssens (BEL)    | 66e               |

| Arkéa-Samsic ARK | Arkéa-Samsic ARK        | Arkéa-Samsic ARK |
| ---------------- | ----------------------- | ---------------- |
| Num              | Coureur                 | Pos              |
| 201              | Warren Barguil (FRA)    | 25e              |
| 202              | Benjamin Declercq (BEL) | AB               |
| 203              | Łukasz Owsian (POL)     | 107e             |
| 204              | Amaury Capiot (BEL)     | AB               |
| 205              | Christophe Noppe (BEL)  | AB               |
| 206              | Laurent Pichon (FRA)    | 76e              |
| 207              | Connor Swift (GBR)      | 103e             |

| Sport Vlaanderen-Baloise SVB | Sport Vlaanderen-Baloise SVB | Sport Vlaanderen-Baloise SVB |
| ---------------------------- | ---------------------------- | ---------------------------- |
| Num                          | Coureur                      | Pos                          |
| 211                          | Ruben Apers (BEL)            | 80e                          |
| 212                          | Rune Herregodts (BEL)        | 118e                         |
| 213                          | Julian Mertens (BEL)         | AB                           |
| 214                          | Thomas Sprengers (BEL)       | 96e                          |
| 215                          | Aaron Van Poucke (BEL)       | 100e                         |
| 216                          | Aaron Verwilst (BEL)         | AB                           |
| 217                          | Jordi Warlop (BEL)           | 98e                          |

| Bingoal Pauwels Sauces WB BWB | Bingoal Pauwels Sauces WB BWB | Bingoal Pauwels Sauces WB BWB |
| ----------------------------- | ----------------------------- | ----------------------------- |
| Num                           | Coureur                       | Pos                           |
| 221                           | Boris Vallée (BEL)            | AB                            |
| 222                           | Arjen Livyns (BEL)            | AB                            |
| 223                           | Milan Menten (BEL)            | AB                            |
| 224                           | Kenny Molly (BEL)             | 113e                          |
| 225                           | Luc Wirtgen (LUX)             | 46e                           |
| 226                           | Ludovic Robeet (BEL)          | AB                            |
| 227                           | Tom Wirtgen (LUX)             | 106e                          |

| Gazprom-RusVelo GAZ | Gazprom-RusVelo GAZ      | Gazprom-RusVelo GAZ |
| ------------------- | ------------------------ | ------------------- |
| Num                 | Coureur                  | Pos                 |
| 231                 | Roman Kreuziger (CZE)    | 81e                 |
| 232                 | Sergey Chernetskiy (RUS) | 90e                 |
| 233                 | Marco Canola (ITA)       | AB                  |
| 234                 | Dmitri Strakhov (RUS)    | 50e                 |
| 235                 | Ivan Rovny (RUS)         | 125e                |
| 236                 | Petr Rikunov (RUS)       | AB                  |
| 237                 | Simone Velasco (ITA)     | 123e                |

| Uno-X Pro Cycling Team UXT | Uno-X Pro Cycling Team UXT    | Uno-X Pro Cycling Team UXT |
| -------------------------- | ----------------------------- | -------------------------- |
| Num                        | Coureur                       | Pos                        |
| 241                        | Jonas Abrahamsen (NOR)        | 68e                        |
| 242                        | Iver Skaarseth (NOR)          | AB                         |
| 243                        | Markus Hoelgaard (NOR)        | 19e                        |
| 244                        | Jonas Iversby Hvideberg (NOR) | 88e                        |
| 245                        | Anders Skaarseth (NOR)        | 77e                        |
| 246                        | Martin Bugge Urianstad (NOR)  | 120e                       |
| 247                        | Syver Wærsted (NOR)           | 102e                       |